# Bundesvision Song Contest 2009
La quinta edizione del Bundesvision Song Contest si è svolta il 13 febbraio 2009 presso il Metropolis-Halle di Potsdam, a Brandeburgo, in seguito alla vittoria dei Subway to Sally nell'edizione precedente.
Il concorso si è articolato in un'unica finale condotta da Stefan Raab, Johanna Klum ed Elton (quest'ultimo come inviato nella green room), ed è stata la prima edizione ad avere come sponsor l'emittente pubblica Bayern 3.
I partecipanti dei relativi länder sono stati annunciati tra il 19 gennaio e il 12 febbraio 2009 sul programma televisivo TV total.
Il vincitore della manifestazione fu Peter Fox, già vincitore con i Seeed nell'edizione 2006, con la canzone Schwarz zu blau, in rappresentanza di Berlino, portando così al länder la sua seconda vittoria.
Anche in questa edizione, 10 dei 16 stati partecipanti si autoassegnarono 12 punti, mentre Brandeburgo, Bassa Sassonia, Renania Settentrionale-Vestfalia, Renania-Palatinato, Sassonia-Anhalt e Schleswig-Holstein si sono autoassegnati 10 punti.

## Stati federali partecipanti
| Stato                            | Artista                   | Brano                              | Lingua           |
| -------------------------------- | ------------------------- | ---------------------------------- | ---------------- |
| Amburgo                          | Olli Schulz               | Mach den Bibo                      | Tedesco, inglese |
| Assia                            | Fräulein Wunder           | Sternradio                         | Tedesco          |
| Baden-Württemberg                | Cassandra Steen           | Darum leben wir                    | Tedesco          |
| Bassa Sassonia                   | Fotos                     | Du fehlst mir                      | Tedesco          |
| Baviera                          | Claudia Koreck            | I wui dass du woasst               | Bavarese         |
| Berlino                          | Peter Fox                 | Schwarz zu blau                    | Tedesco          |
| Brandeburgo (organizzatore)      | Sven van Thom             | Jaqueline (ich hab Berlin gekauft) | Tedesco          |
| Brema                            | Flowin Immo et les Freaqz | Urlaub am Attersee                 | Tedesco          |
| Meclemburgo-Pomerania Anteriore  | Marteria                  | Zum König geboren                  | Tedesco          |
| Renania-Palatinato               | Pascal Finkenauer         | Unter Grund                        | Tedesco          |
| Renania Settentrionale-Vestfalia | Rage                      | Gib dich nie auf                   | Tedesco          |
| Saarland                         | P:lot                     | Mein Name ist                      | Tedesco          |
| Sassonia                         | Polarkreis 18             | The Colour of Snow                 | Inglese, tedesco |
| Sassonia-Anhalt                  | Angela's Park             | Generation Monoton                 | Tedesco          |
| Schleswig-Holstein               | Ruben Cossani             | Bis auf letzte Nacht               | Tedesco          |
| Turingia                         | Chapeau Claque            | Pandora (Kiss Miss Tragedy)        | Tedesco, inglese |

## Finale
| N° | Stato                            | Artista                   | Canzone                            | Posizione | Punti |
| -- | -------------------------------- | ------------------------- | ---------------------------------- | --------- | ----- |
| 01 | Assia                            | Fräulein Wunder           | Sternradio                         | 53        | 6°    |
| 02 | Saarland                         | P:lot                     | Mein Name ist                      | 21        | 14°   |
| 03 | Meclemburgo-Pomerania Anteriore  | Marteria                  | Zum König geboren                  | 23        | 12°   |
| 04 | Sassonia-Anhalt                  | Angela's Park             | Generation Monoton                 | 10        | 16°   |
| 05 | Renania Settentrionale-Vestfalia | Rage                      | Gib dich nie auf                   | 112       | 3°    |
| 06 | Turingia                         | Chapeau Claque            | Pandora (Kiss Miss Tragedy)        | 53°       | 6     |
| 07 | Brandeburgo                      | Sven van Thom             | Jaqueline (ich hab Berlin gekauft) | 37        | 9°    |
| 08 | Baviera                          | Claudia Koreck            | I wui dass du woasst               | 34        | 10°   |
| 09 | Schleswig-Holstein               | Ruben Cossani             | Bis auf letzte Nacht               | 44        | 8°    |
| 10 | Bassa Sassonia                   | Fotos                     | Du fehlst mir                      | 12        | 15°   |
| 11 | Brema                            | Flowin Immo et les Freaqz | Urlaub am Attersee                 | 25        | 11°   |
| 12 | Renania-Palatinato               | Pascal Finkenauer         | Unter Grund                        | 23        | 12°   |
| 13 | Sassonia                         | Polarkreis 18             | The Colour of Snow                 | 131       | 2°    |
| 14 | Baden-Württemberg                | Cassandra Steen           | Darum leben wir                    | 103       | 4°    |
| 15 | Amburgo                          | Olli Schulz               | Mach den Bibo                      | 73        | 5°    |
| 16 | Berlino                          | Peter Fox                 | Schwarz zu blau                    | 174       | 1°    |

## Tabella dei voti
|                                  | Assia | 53 | 12 | 2  | 1  | 4  | 4  | 5  | 3  | 5  | 1  | 1  |    | 5  | 5  | 5  |    |  |
| Saarland                         | 21    |    | 12 |    |    | 5  | 1  |    |    |    |    |    | 3  |    |    |    |    |  |
| Meclemburgo-Pomerania Anteriore  | 23    |    | 5  | 12 |    |    |    |    |    | 2  |    |    |    |    |    | 2  | 2  |  |
| Sassonia-Anhalt                  | 10    |    |    |    | 10 |    |    |    |    |    |    |    |    |    |    |    |    |  |
| Renania Settentrionale-Vestfalia | 112   | 7  | 8  | 7  | 7  | 10 | 7  | 7  | 7  | 6  | 7  | 5  | 7  | 8  | 7  | 6  | 6  |  |
| Turingia                         | 53    | 5  | 4  | 2  | 5  |    | 12 | 5  | 3  |    |    | 4  | 1  | 7  | 2  |    | 3  |  |
| Brandeburgo                      | 37    | 1  |    | 3  | 3  | 1  | 3  | 10 | 2  | 3  |    |    |    | 4  |    |    | 7  |  |
| Baviera                          | 34    | 4  | 1  |    |    | 2  | 2  | 1  | 12 |    |    | 2  | 2  | 1  | 6  |    | 1  |  |
| Schleswig-Holstein               | 44    |    |    | 5  | 2  | 3  | 4  | 2  | 1  | 10 | 3  | 3  |    | 2  | 1  | 8  |    |  |
| Bassa Sassonia                   | 12    |    |    |    |    |    |    |    |    |    | 10 | 1  |    |    |    | 1  |    |  |
| Brema                            | 25    | 2  |    |    |    |    |    |    |    |    | 4  | 12 |    |    |    | 3  | 4  |  |
| Renania-Palatinato               | 23    |    |    |    |    |    |    |    |    | 4  | 2  |    | 10 |    | 3  | 4  |    |  |
| Sassonia                         | 131   | 8  | 7  | 8  | 8  | 8  | 8  | 8  | 8  | 7  | 8  | 8  | 8  | 12 | 8  | 7  | 10 |  |
| Baden-Württemberg                | 103   | 6  | 6  | 6  | 6  | 7  | 6  | 6  | 6  | 5  | 5  | 7  | 6  | 6  | 12 | 5  | 8  |  |
| Amburgo                          | 73    | 3  | 3  | 4  | 1  | 6  |    | 4  | 4  | 8  | 6  | 6  | 4  | 3  | 4  | 12 | 5  |  |
| Berlino                          | 174   | 10 | 10 | 10 | 12 | 12 | 10 | 12 | 10 | 12 | 12 | 10 | 12 | 10 | 10 | 10 | 12 |  |